# Kanton Ajaccio-1
Kanton Ajaccio-1 (francouzsky Canton d'Ajaccio-1) je francouzský kanton v departementu Corse-du-Sud v regionu Korsika. Tvoří ho městská část města Ajaccio